# Campionati europei di windsurf 2016
I Campionati europei di windsurf 2016 sono stati l'11ª edizione della competizione. Si sono svolti ad Helsinki, in Finlandia, dal 2 al 9 luglio 2016.

## Medagliere
| Pos.   | Nazione     | Oro | Argento | Bronzo | Totale |
| ------ | ----------- | --- | ------- | ------ | ------ |
| 1      | Francia     | 2   | 0       | 0      | 2      |
| 2      | Polonia     | 0   | 1       | 1      | 2      |
| 3      | Regno Unito | 0   | 1       | 0      | 1      |
| 4      | Russia      | 0   | 0       | 1      | 1      |
| Totale | Totale      | 2   | 2       | 2      | 6      |

## Podi
| Evento    | Oro            | Argento               | Bronzo            |
| Maschile  | Thomas Goyard  | Kieran HolmesMartin   | Paweł Tarnowski   |
| Femminile | Charline Picon | Zofia Noceti-Klepacka | Stefania Elfutina |